# Pace Giordano
Pace Giordano ou Pax Jordanus (1586–1649) foi um prelado católico romano que serviu como bispo de Trogir (1623–1649).

## Biografia
Pace Giordano nasceu em Valle de Conty, na Itália, em 1586. No dia 20 de março de 1623, foi nomeado Bispo de Trogir durante o papado de Gregório XV. A 25 de março de 1623, foi consagrado bispo por Marco Antonio Gozzadini, cardeal-sacerdote de Sant'Eusebio, com Joannes Mattaeus Caryophyllis, arcebispo titular de Icônio, e Carlo Bovi, bispo de Bagnoregio, servindo como co-consagradores. Serviu como Bispo de Trogir até à sua morte a 22 de janeiro de 1649.

## Sucessão episcopal
Enquanto bispo, foi o co-consagradorprincipal de:
- Ubertinus Papafava, Bispo de Adria (1623);
- Thomas Ivkovich, Bispo de Scardona (1626);
- Giulio Saraceni, Bispo de Pula (1627); e
- Thomas Marnavich, Bispo da Bósnia (1640).